# Lista de representantes da União Soviética ao Oscar de melhor filme internacional

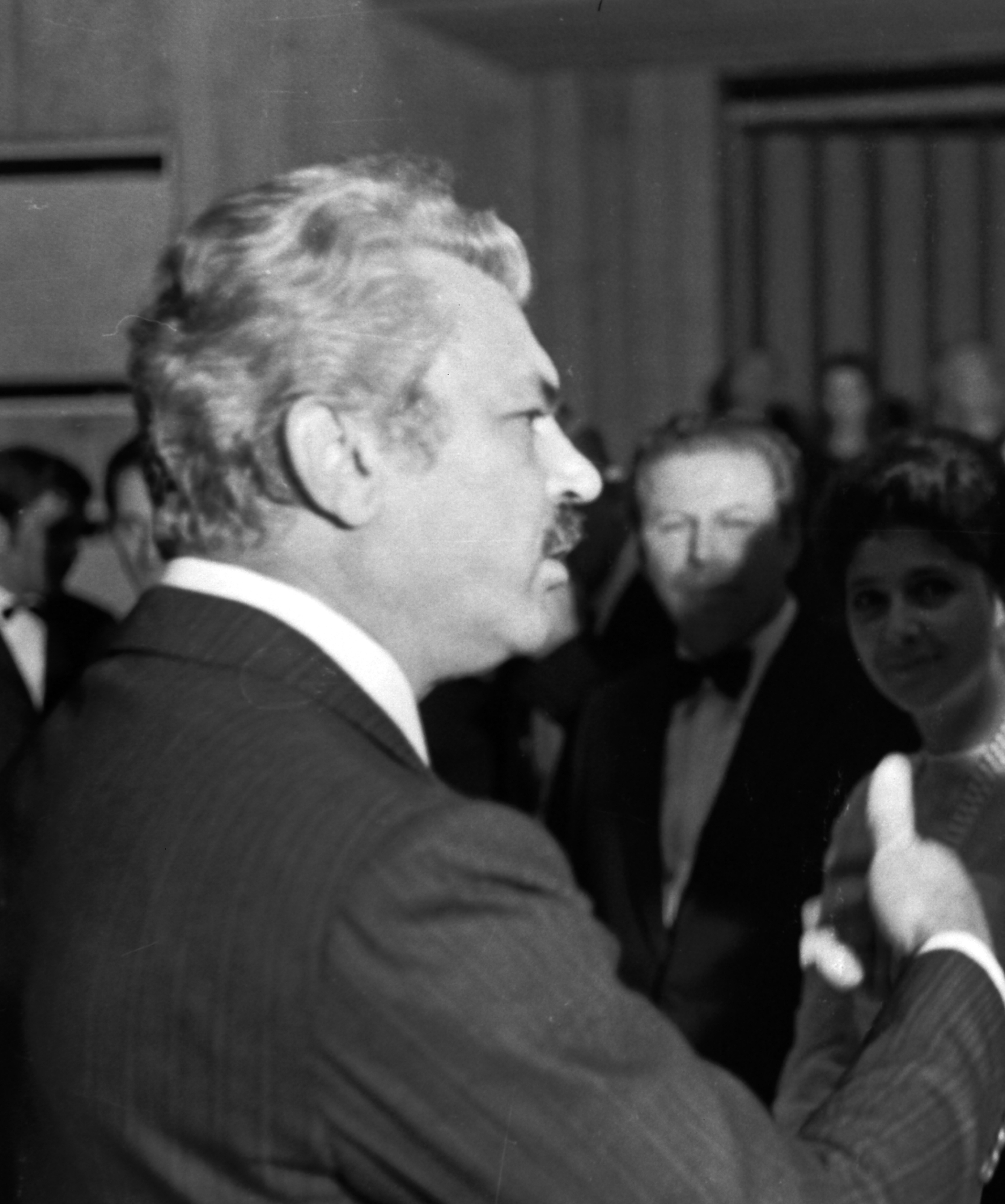
Sergei Bondarchuk foi o primeiro diretor soviético a vencer o prêmio, por Voyna i Mir.

A União Soviética enviou filmes ao Oscar de melhor filme internacional de 1963 ate 1991. A premiação é entregue anualmente pela Academia de Artes e Ciências Cinematográficas dos Estados Unidos a um longa-metragem produzido fora dos Estados Unidos que contenha diálogo majoritariamente em qualquer idioma, menos em inglês.
A União Soviética tinha um recorde forte na categoria, recebendo um total de nove indicações entre 1968 e 1984, com três vitórias – Voyna i mir, Dersu Uzala e Moskva slezam ne verit. Oito dos indicados, incluindo os três vencedores, foram produzidos por estúdios russos. Depois da dissolução da União Soviética, filmes representando a Federação Russa ganharam mais sete indicações e uma vitória por Utomlennye solntsem.

## Filmes
A Academia de Artes e Ciências Cinematográficas convida as indústrias cinematográficas de vários países a enviar seus melhores filmes para o Oscar de Melhor Filme Internacional desde 1956. O Comitê de Filmes Internacionais dirige o processo e revê todos os filmes enviados. Depois disso, eles votam via voto secreto para determinar os cinco indicados para o prêmio. Antes da premiação ser criada, o Conselho de Governadores da Academia votava em um filme todo ano que era considerado o melhor filme de língua estrangeira lançado nos Estados Unidos e não havia enviados. A lista abaixo contém os filmes enviados pela União Soviética para análise da Academia. Todas as inscrições eram principalmente em russo, exceto Pokayaniye, que é em georgiano.
Dentre as inscrições, estavam dois filmes que esperaram por vários anos a aprovação dos censores soviéticos (1987–1988), uma coprodução japonesa (1975) e um documentário (1981). Durante a época soviética, todas as repúblicas integrantes estavam juntas como uma nação, e era uma rotina das produções de terem elenco e equipe de todo o país. No entanto, cada república tinha seu próprio estúdio.
| Ano (Ceremônia) | Título original          | Título em português             | Diretor(a)                                   | República                               | Resultado    |
| --------------- | ------------------------ | ------------------------------- | -------------------------------------------- | --------------------------------------- | ------------ |
| 1963 (36ª)      | Ivanovo Detstvo          | A Infância de Ivan              | Andrei Tarkovsky                             | RSFS da Rússia                          | Não indicado |
| 1968 (41ª)      | Voyna i Mir              | Guerra e Paz                    | Sergei Bondarchuk                            | RSFS da Rússia                          | Oscar        |
| 1969 (42ª)      | Bratia Karamazovy        | Os Irmãos Karamázov             | Kirill Lavrov, Ivan Pyryev e Mikhail Ulyanov | RSFS da Rússia                          | Indicado     |
| 1971 (44ª)      | Chaykovskiy              | Tchaikovsky                     | Igor Talankin                                | RSFS da Rússia                          | Indicado     |
| 1972 (45ª)      | A zori zdes tikhie       | Auroras Nascem Tranquilas       | Stanislav Rostotsky                          | RSFS da Rússia                          | Indicado     |
| 1973 (46ª)      | Osvobozhdenie            | Libertação                      | Yuri Ozerov                                  | RSFS da Rússia                          | Não indicado |
| 1974 (47ª)      | Lyutyy                   |                                 | Tolomush Okeyev                              | RSS do Quirguistão · RSS do Cazaquistão | Não indicado |
| 1975 (48ª)      | Dersu Uzala              | Dersu Uzala                     | Akira Kurosawa                               | RSFS da Rússia                          | Oscar        |
| 1976 (49ª)      | Oni srazhalis za rodinu  | Eles Lutaram pela Pátria        | Sergei Bondarchuk                            | RSFS da Rússia                          | Não indicado |
| 1977 (50ª)      | Voskhozhdeniye           | A Ascensão                      | Larisa Shepitko                              | RSFS da Rússia                          | Não indicado |
| 1978 (51ª)      | Belyy Bim, Chyornoe ukho |                                 | Stanislav Rostotsky                          | RSFS da Rússia                          | Indicado     |
| 1979 (52ª)      | Osenniy marafon          | Maratona de Outono              | Georgiy Daneliya                             | RSFS da Rússia                          | Não indicado |
| 1980 (53ª)      | Moskva slezam ne verit   | Moscou Não Acredita em Lágrimas | Vladimir Menshov                             | RSFS da Rússia                          | Oscar        |
| 1981 (54ª)      | O sport, ty - mir!       |                                 | Yuri Ozerov                                  | RSFS da Rússia                          | Não indicado |
| 1982 (55ª)      | Chastnaya zhizn          |                                 | Yuli Raizman                                 | RSFS da Rússia                          | Indicado     |
| 1983 (56ª)      | Vassa                    |                                 | Gleb Panfilov                                | RSFS da Rússia                          | Não indicado |
| 1984 (57ª)      | Voenno-polevoy roman     |                                 | Pyotr Todorovsky                             | RSS da Ucrânia                          | Indicado     |
| 1985 (58ª)      | Idi i Smotri             | Vá e Veja                       | Elem Klimov                                  | RSS da Bielorrússia · RSFS da Rússia    | Não indicado |
| 1986 (59ª)      | Chuzhaya Belaya i Ryaboi |                                 | Sergei Solovyov                              | RSFS da Rússia                          | Não indicado |
| 1987 (60ª)      | Pokayaniye               | Arrependimento Sem Perdão       | Tengiz Abuladze                              | RSS da Geórgia                          | Não indicado |
| 1988 (61ª)      | Komissar                 | A Comissária                    | Aleksandr Askoldov                           | RSFS da Rússia                          | Não indicado |
| 1989 (62ª)      | Gorod Zero               | Cidade Zero                     | Karen Shakhnazarov                           | RSFS da Rússia                          | Não indicado |
| 1990 (63ª)      | Taksi-Blyuz              | Taxi Blues                      | Pavel Lungin                                 | RSFS da Rússia                          | Não indicado |
| 1991 (64ª)      | Izydi!                   |                                 | Dmitriy Astrakhan                            | RSFS da Rússia                          | Não indicado |